# Андерс Голдінг
Андерс Голдінг (дан. Anders Golding, нар. 12 травня 1984) — данський стрілець, олімпійський медаліст.

## Виступи на Олімпіадах
| Олімпіада   | Дисципліна    | Місце |
| ----------- | ------------- | ----- |
| Пекін 2008  | круглий стенд | 25    |
| Лондон 2012 | круглий стенд | 2     |